# Вардино (дем Пеония)
 Тази статия е за селото в Гърция.  За селото в Северна Македония вижте Вардино (община Демир Хисар).  
Вардино или Вардено (на гръцки: Λιμνότοπος, Лимнотопос, до 1927 година Βάρδενο, Вардено) е село в Република Гърция, дем Пеония, област Централна Македония.

## География
Селото се намира на 40 m надморска височина, на около 7 km южно от град Ругуновец (Поликастро) в Солунското поле, край пътя Солун - Скопие.

## История
Край Вардино е открито праисторическо селище.

### В Османската империя
В XIX век Вардино е изцяло българско село в Османската империя. В „Етнография на вилаетите Адрианопол, Монастир и Салоника“, издадена в Константинопол в 1878 година и отразяваща статистиката на населението от 1873 година, Вардино е посочено като селище в каза Аврет Хисар с 13 домакинства, като жителите му са 70 българи. Според статистиката на Васил Кънчов („Македония. Етнография и статистика“) от 1900 година селото е населявано от 60 жители българи.
В началото на XX век цялото население на Вардино е под върховенството на Българската екзархия. По данни на секретаря на Българската екзархия Димитър Мишев („La Macédoine et sa Population Chrétienne“) в 1905 година във Вардино (Vardino) има 64 българи екзархисти.

### В Гърция
След Междусъюзническата война в 1913 година селото остава в Гърция. След войната жителите му се изселват. Гръцките власти заселват в селото няколко бежански семейства. Боривое Милоевич пише в 1921 година („Южна Македония“), че Вардино (Вардино) има 5 къщи славяни християни и 7 цигани мохамедани. В 1923 - 1924 година в селото са заселени гърци бежанци от Източна Тракия и Понт. В същата 1927 година името на селото е сменено на Лимнотопос.
Землището на селото е много плодородно. Населението традиционно произвежда много жито и памук.
| Година    | 1913 | 1920 | 1928 | 1940 | 1951 | 1961 | 1971 | 1981 | 1991 | 2001 | 2011 | 2021 |
| --------- | ---- | ---- | ---- | ---- | ---- | ---- | ---- | ---- | ---- | ---- | ---- | ---- |
| Население | 54   | 79   | 248  | 224  | 172  | 205  | 161  | 146  | 109  | 105  | 58   | 57   |